# Klaus Stoll
Klaus Stoll (* 24. Mai 1943 in Rheydt) ist ein deutscher Kontrabassist und Hochschullehrer.

## Leben und Wirken
Stoll ist der Sohn des Kontrabassisten Karl Stoll und erhielt zunächst Geigenunterricht bis er im Alter von 12 Jahren zum Kontrabass wechselte. Er wurde von seinem Vater unterrichtet und studierte anschließend bei Heinz Detering in Köln. Bereits 1959 spielte er während seines Studiums im Orchester der Niederrheinischen Sinfoniker. 1965 wurde er Orchestermitglied der Berliner Philharmoniker und wirkte dort von 1992 bis 2008 als Erster Solobassist.
Neben seiner Tätigkeit im Orchester konzertierte Stoll als Solist und Kammermusiker. Er arbeitete regelmäßig mit Künstlern zusammen wie Emanuel Pahud, András Schiff, Bruno Canino, Rainer Kussmaul, Heinz Holliger, Nikolaus Harnoncourt, Thomas Zehetmair und Christiane Jaccottet. Zudem ist er Gründungsmitglied des Ensembles Berliner Barock Solisten.
Stoll spielte die Uraufführungen zahlreicher zeitgenössischer Kompositionen und veröffentlichte Alben und CDs mit einem breitgefächerten musikalischen Repertoire.
Außerdem lehrte er als Professor von 1980 bis 2000 an der Berliner Hochschule der Künste, von 1991 bis 1998 am Mozarteum in Salzburg und seit 1992 an der Orchester-Akademie der Berliner Philharmoniker sowie in Meisterkursen weltweit.